# 양평부안초등학교
양평부안초등학교는 대한민국 경기도 양평군 단월면 부안리에 있었던 초등학교이다.

## 연혁
- 1960년 4월 6일 단월국민학교 부안분교장 개설
- 1962년 12월 21일 부안국민학교 승격
- 1963년 3월 4일 부안국민학교 개교
- 1964년 3월 1일 명성분교장 편입
- 1982년 3월 1일 병설유치원 개원
- 1996년 3월 1일 양평부안초등학교 개칭
- 2004년 2월 24일 폐교